# Allan Davis
Allan Davis (* 27. Juli 1980 in Ipswich) ist ein ehemaliger australischer Radrennfahrer. Davis war ein erfolgreicher Sprinter und wurde im Laufe seiner Karriere des Dopinggebrauchs verdächtigt.

## Karriere
Davis begann seine Profilaufbahn 2001 beim Team Mapei und gewann für diese Mannschaft mit der Trofeo Manacor sein erstes internationales Eliterennen. In den nächsten Jahren gewann er verschiedene kleinere Eintagesrennen und Abschnitte von Etappenrennen. Beim Klassiker Paris-Tours 2004 wurde er Vierter, bei Mailand-Turin im selben Jahr Sechster. Seinen größten Sieg erreichte Allan Davis bei der Tour Down Under 2009, wo er die Gesamtwertung und drei Etappen gewann. Bei den Straßenweltmeisterschaften 2010 gewann er die Bronzemedaille. 2010 siegte er im Straßenrennen der Männer bei den Commonwealth Games.
Im Rahmen der Dopingermittlungen „Operacion Puerto“ wurde Davis verdächtigt zum Kundenstamm des Eufemiano Fuentes gehört zu haben. Ein ausgesprochenes Startverbot für die UCI-Straßen-Weltmeisterschaften 2008 in Varese hob der Court of Arbitration for Sport auf seinen Antrag auf.
Ende der Saison 2013 beendete er seine Radsportkarriere.

## Familie
Allan ist der jüngere Bruder von Scott Davis, der ebenfalls Radrennfahrer war.

## Erfolge
2003
- Trofeo Manacor
- eine Etappe Sarthe-Rundfahrt

2004
- zwei Etappen Mallorca-Rundfahrt
- eine Etappe Deutschland Tour
- eine Etappe Polen-Rundfahrt
- Giro del Piemonte

2005
- Trofeo de Palma
- Trofeo Alcudia
- eine Etappe Aragón-Rundfahrt

2006
- zwei Etappen Tour Down Under

2007
- fünf Etappen Tour of Qinghai Lake
- eine Etappe Katalonien-Rundfahrt

2008
- eine Etappe Tour Down Under
- eine Etappe Polen-Rundfahrt

2009
- Gesamtwertung und drei Etappen Tour Down Under

2010
- Weltmeisterschaft – Straßenrennen

2012
- Jayco Bay Cycling Classic